# 요안 구트 공칼브
요안 카를로스 구트 공칼브(프랑스어: Yohan Carlos Goutt Goncalves, 1994년 12월 20일~)는 동티모르의 알파인 스키 선수이다. 동티모르 역사상 처음으로 동계 올림픽에 참가한 선수이기도 하다.

## 어린 시절
요안 구트 공칼브는 프랑스 오드센주 쉬렌에서 프랑스인 아버지와 동티모르인 어머니의 아들로 태어났다. 구트 공칼브의 어머니는 12세 시절이던 1974년에 자신의 형제자매들과 함께 어선을 타고 인도네시아가 점령하고 있던 동티모르를 탈출하여 오스트레일리아에 정착했다. 구트 공칼브의 어머니는 나중에 프랑스를 여행하던 도중에 만난 남편과 결혼했다. 구트 공칼브는 2세 시절에 스키를 타기 시작했고 14세 시절에는 스키 대회에 처음 출전했다. 구트 공칼브는 프랑스 파리 제12대학 출신이다.

## 선수 경력

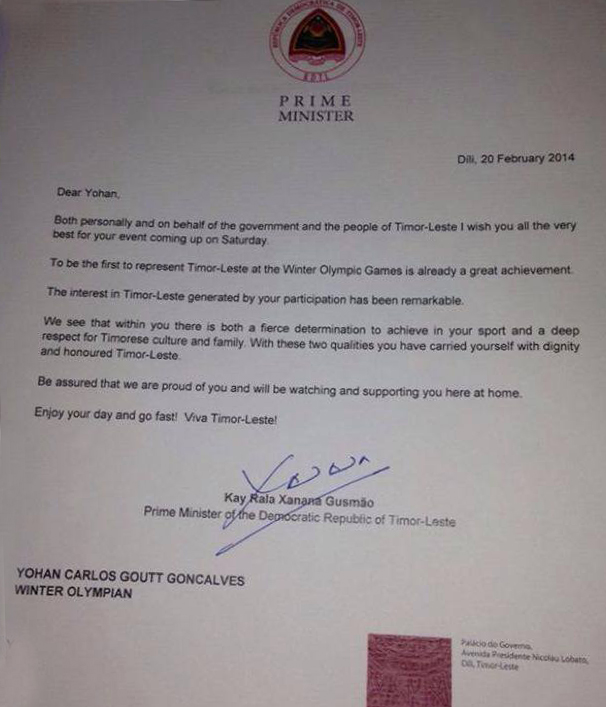
샤나나 구스망 동티모르 총리가 요안 구트 공칼브에게 보낸 축하 서한

181cm의 장신 스키 선수였던 구트 공칼브는 2014년 2월 22일에 러시아 소치에서 열린 동계 올림픽 알파인 스키 남자 회전 경기에 참가할 자격을 얻었다. 구트 공칼브는 2014년 1월 당시에 국제 스키 연맹(FIS) 알파인 스키 랭킹 3849위에 올랐다. 오스트리아 슈타이어마르크주에 위치한 라이터알름에서 열린 전국 스키 선수권 대회에서는 우승자가 나온 지 10초 만에 결승점에 도달하여 30명 가운데 27위를 기록했다. 동티모르의 유일한 스키 국가대표 선수였던 구트 공칼브는 와일드카드를 사용하지 않았지만 스키 경주에서 충분한 포인트만 모으면 된다는 국제 스키 연맹 규정의 혜택을 받았다.
구트 공칼브는 동티모르 국가 올림픽 위원회로부터 어떠한 지원도 받지 못했는데 동티모르가 열대에 위치한 국가여서 스키를 비롯한 겨울 스포츠에 관심이 없었기 때문이다. 그러나 구트 공칼브는 동티모르에 스키 연맹을 설립했고 프랑스, 동티모르, 미국의 스포츠 용품 회사 스폰서들의 도움으로 의류·스키 용품 구입, 대회 참가 등에 필요한 75,000달러의 비용을 모금했다.
구트 공칼브는 피시트 올림픽 스타디움에서 열린 2014년 소치 동계 올림픽 개막식에서 동티모르 선수단의 기수로 나섰다. 이 날 개막식에서는 북마케도니아 출신의 코치, 구트 공칼브의 어머니, 구트 공칼브의 어린 시절 친구의 아내가 참석했다. 구트 공칼브는 2014년 동계 올림픽 알파인스키 남자 회전 1차 시기에서 금메달리스트인 오스트리아의 마리오 마트에게 22.31초 차로 뒤진 채 결승선을 통과했다. 구트 공칼브는 속도가 느렸지만 수많은 참가자들이 완주하지 못하면서 77위를 기록했다. 2차 시기에서는 1위보다 27.94초 차로 뒤지면서 가장 느렸으나 많은 스키 선수들이 중도 기권하면서 다시 이익을 얻었고 43위로 마감했다.
구트 공칼브는 2015년 2월 2일부터 2월 15일까지 미국 콜로라도주 베일·비버크릭에서 열린 2015년 FIS 알파인 스키 세계 선수권 대회에 출전하여 남자 회전 44위를 달성했다. 이는 최하위 선수보다 2명 앞선 기록이다. 구트 공칼브는 2017년 2월에 보스니아 헤르체고비나 팔레에서 열린 동티모르 알파인 스키 선수권 대회에 참가하여 전국 선수권 대회에서 11위, 전국 청소년 선수권 대회에서 17위를 각각 차지했다.
구트 공칼브는 일본 삿포로에서 열린 2017년 동계 아시안 게임에 참가했는데 이는 동티모르 역사상 첫 동계 아시안 게임 참가이기도 하다. 구트 공칼브는 남자 대회전 경기에서 14위, 남자 회전 경기에서 11위를 각각 차지했다. 구트 공칼브는 2018년 1월에 오스트리아 티롤주 키츠뷔엘에 위치한 간슬레른항에서 열린 2017-18년 알파인스키 월드컵 남자 회전 경기에 처음 출전했다. 구트 공칼브는 1차 시기에서 53위를 기록하면서 탈락했는데 1위를 차지했던 노르웨이의 헨리크 크리스토페르센보다 19.32초 뒤진 기록이다.
구트 공칼브는 대한민국 평창에서 열린 2018년 동계 올림픽에 참가했다. 개막식에서는 동티모르 선수단의 기수로 등장했으나 알파인스키 남자 회전 1차 시기에서 탈락했다. 구트 공칼브는 2018년 3월에 이탈리아 손드리오도 발푸르바에서 열린 동티모르 알파인 스키 선수권 대회에도 참가했으나 4개 대회(전국 선수권 대회 남자 회전·남자 대회전, 전국 청소년 선수권 대회 남자 회전·대회전)에서 모두 하위권으로 마감했다. 구트 공칼브는 2019년 3월에 이탈리아 발푸르바에서 열린 동티모르 알파인 스키 선수권 대회에서도 하위권으로 마감했다.
구트 공칼브는 이탈리아 코르티나담페초에서 열린 2021년 FIS 세계 알파인 스키 선수권 대회에 참가하여 남자 대회전 경기에서 44위, 남자 회전 경기에서 37위를 각각 차지했다. 구트 공칼브는 2021년 11월에 아랍에미리트 두바이에서 열린 스키 두바이 대회에 참가하여 중국 베이징에서 열린 2022년 동계 올림픽 참가 자격을 획득했다.

## 사생활
구트 공칼브의 할머니인 에바 구트(Eva Goutt, 혼전 성씨는 리브(Liiv))는 에스토니아 출신이다. 에바 구트는 에스토니아의 시인인 유한 리브(Juhan Liiv)의 조카딸이기도 하다.